# Ipercarica
L'ipercarica (rappresentata dal simbolo Y) è la somma del numero barionico B e la carica di sapore:  stranezza S, charm C, bottomness {\displaystyle {\tilde {B}}} e topness T, sebbene l'ultimo possa essere omesso data la vita estremamente breve del quark top, che decade in altri quark prima di interagire fortemente con altri quark.  
{\displaystyle Y=B+S+C+{\tilde {B}}+T}
In origine l'ipercarica includeva solo il sapore stranezza. 
L'ipercarica non va confusa con l'ipercarica debole: la prima è connessa con l'interazione forte e la simmetria SU(3); la seconda compare nell'interazione elettrodebole ed ha simmetria SU(2).

## Relazione con l'isospin e la carica elettrica
La legge di Gell-Mann e Nishijima mette in relazione l'ipercarica con l'isospin e la carica elettrica:
{\displaystyle Q=I_{z}+{1 \over 2}Y}
dove {\displaystyle I_{z}} è la terza componente dell'isospin e {\displaystyle Q} è la carica della particella. Questo consente di esprimere l'ipercarica in termini di isospin e carica:
{\displaystyle Y=2(Q-I_{z})}
L'isospin crea multipletti di particelle la cui carica media è correlata all'ipercarica da:
{\displaystyle Y=2{\bar {Q}}}.
che è facilmente ricavata dalla precedente dal momento che l'ipercarica è la stessa per ogni membro di un multipletto e la media dei valori {\displaystyle I_{z}}  è zero.

## Esempi
- Il gruppo dei nucleoni (protone e neutrone) hanno una carica media di 1 + 0 = +1/2 così che entrambe hanno ipercarica Y = 1 (numero barionico B = +1, carica di sapore posta a 0). Dalla legge di Gell-Mann/Nishijima si ha che il protone ha isospin +1 - 1/2 = +1/2 mentre il neutrone ha isospin 0 − 1/2 = −1/2.

- Per il quark up, con carica di +2/3 e un Iz di +1/2, si deduce una carica di 1/3 dovuta al suo numero barionico (poiché per fare un barione ci vogliono 3 quark, un quark ha numero barionico ±1/3).

- Per un quark strano, con carica −1/3, un numero barionico di 1/3 e una stranezza di −1, si ha ipercarica Y = −2/3 e si deduce che Iz = 0.

Ciò significa che un quark strange forma un singoletto di sé stesso; lo stesso accade per i quark charm, quark bottom e top  mentre i quark up e down formano un doppietto di isospin.